# Droga krajowa nr 1 (Japonia)
Droga krajowa nr 1 (jap. 国道1号 Kokudō ichi-gō) – jedna z dróg krajowych, przebiegających na terenie wyspy Honsiu, w Japonii. Łączy centralną dzielnicę tokijską Chūō z centrum Osaki (prefektura Osaka) w regionie Kinki.

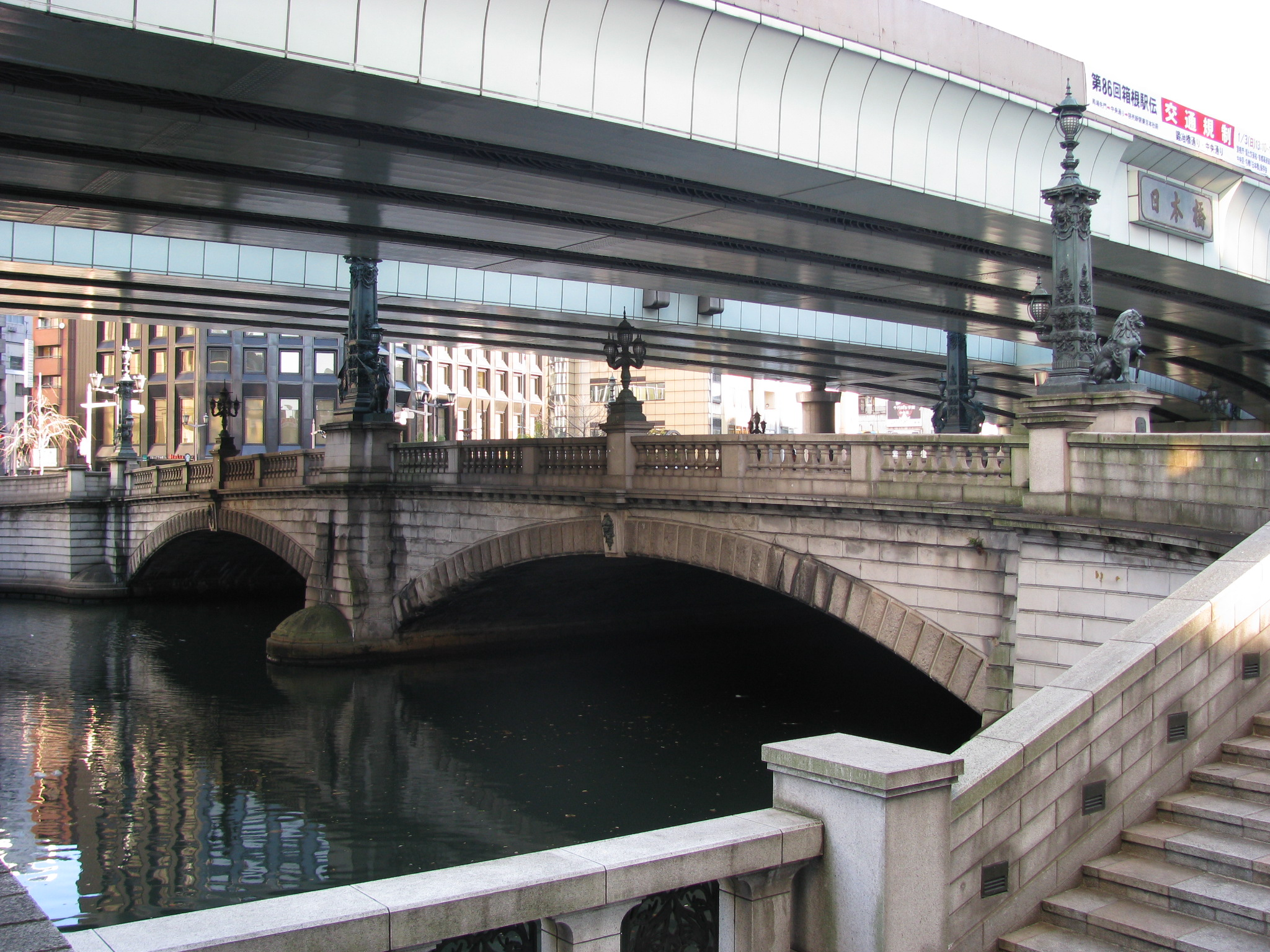
Droga w Nihonbashi, Tokio

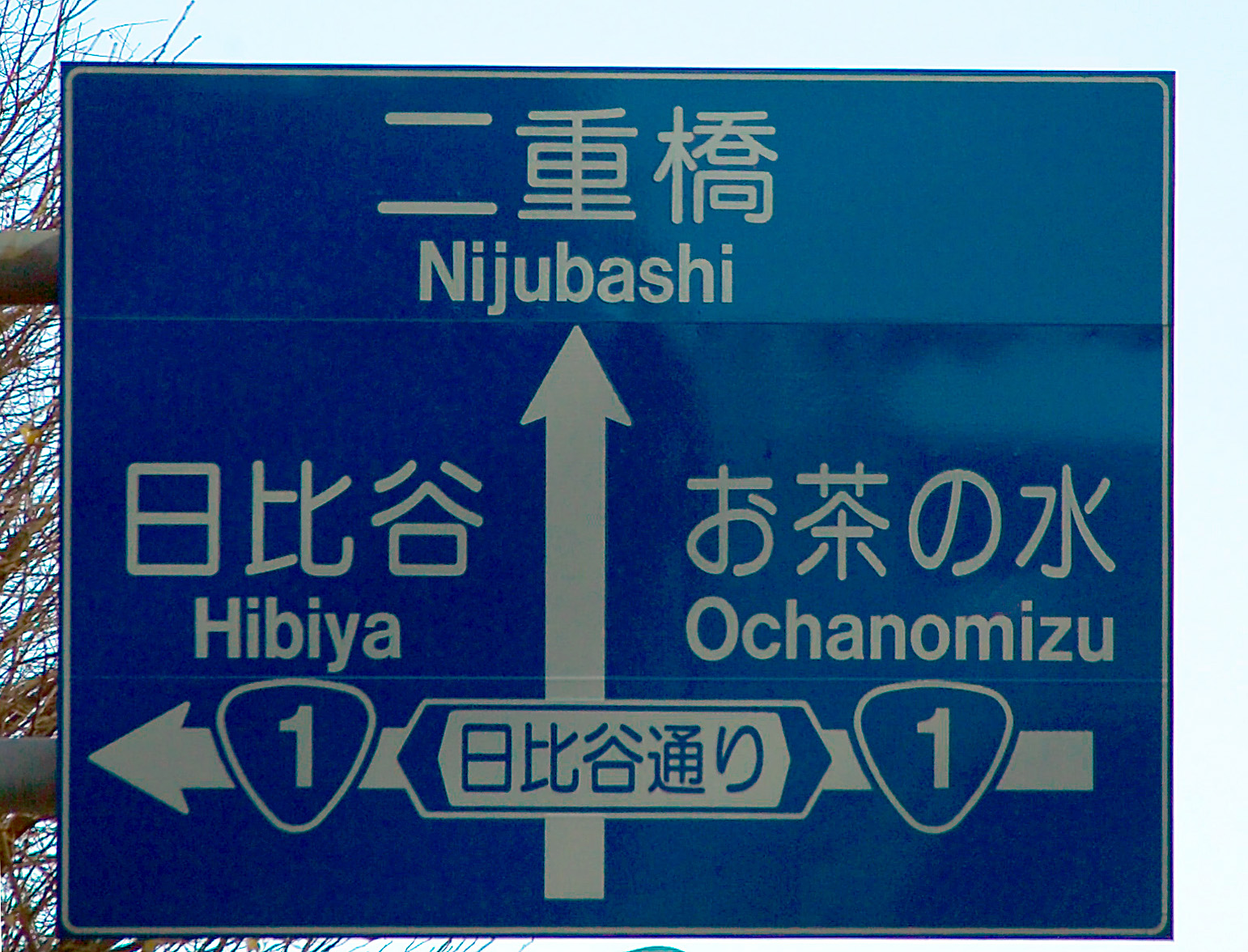
Droga nr 1 biegnie w pobliżu Pałacu Cesarskiego w Tokio

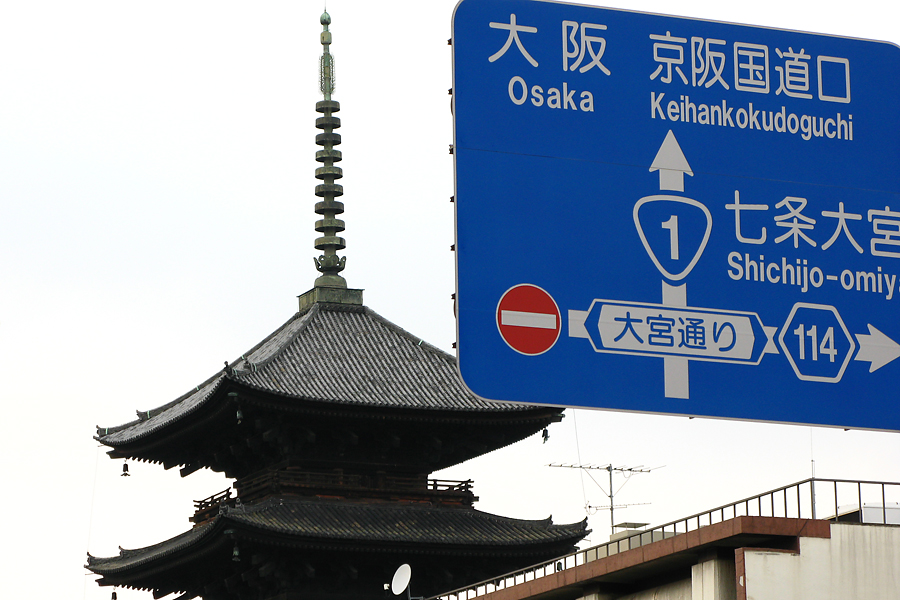
W Kioto, droga nr 1 biegnie w pobliżu świątyni Tō-ji

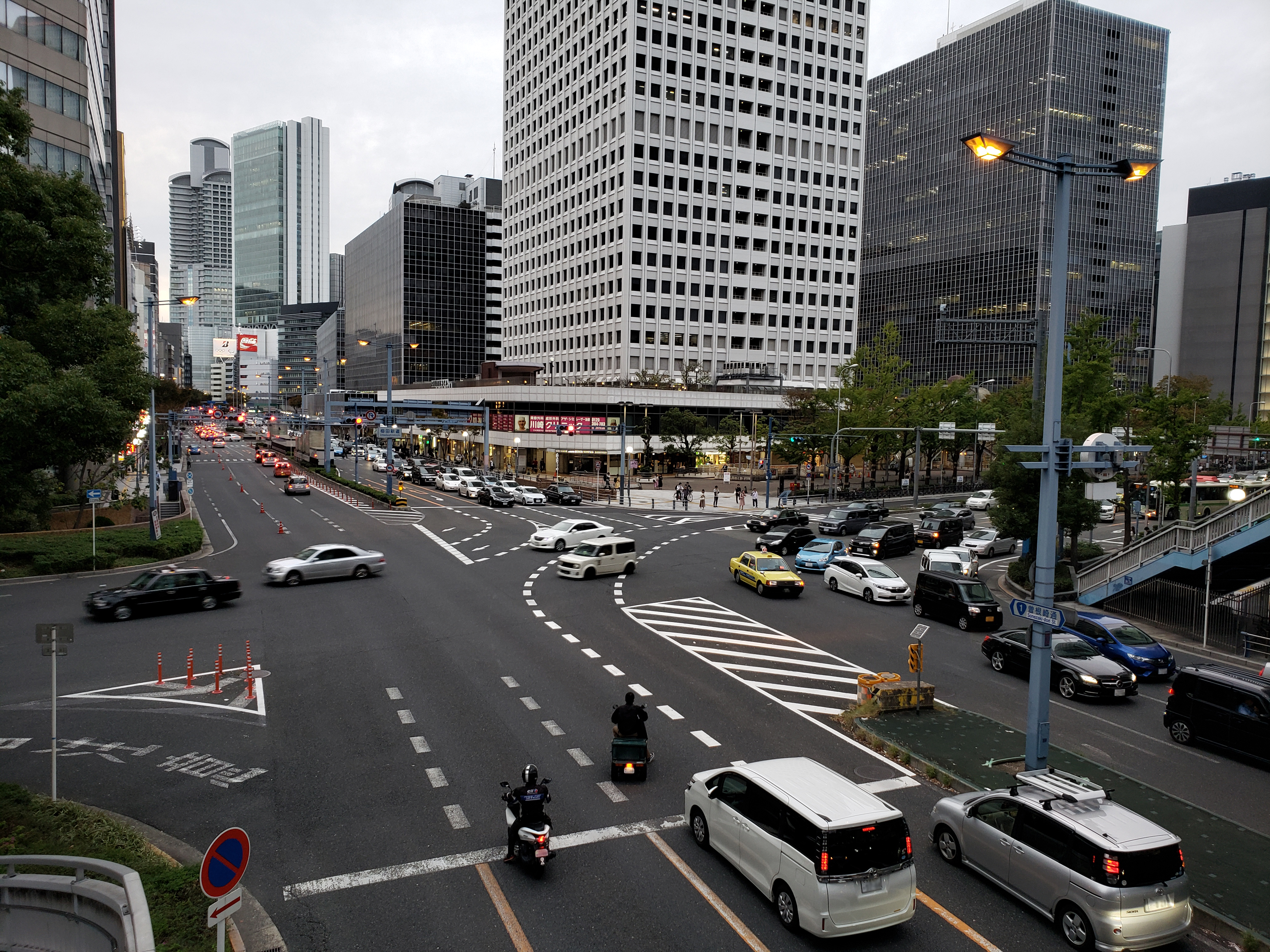
Zachodni koniec drogi w Umeda

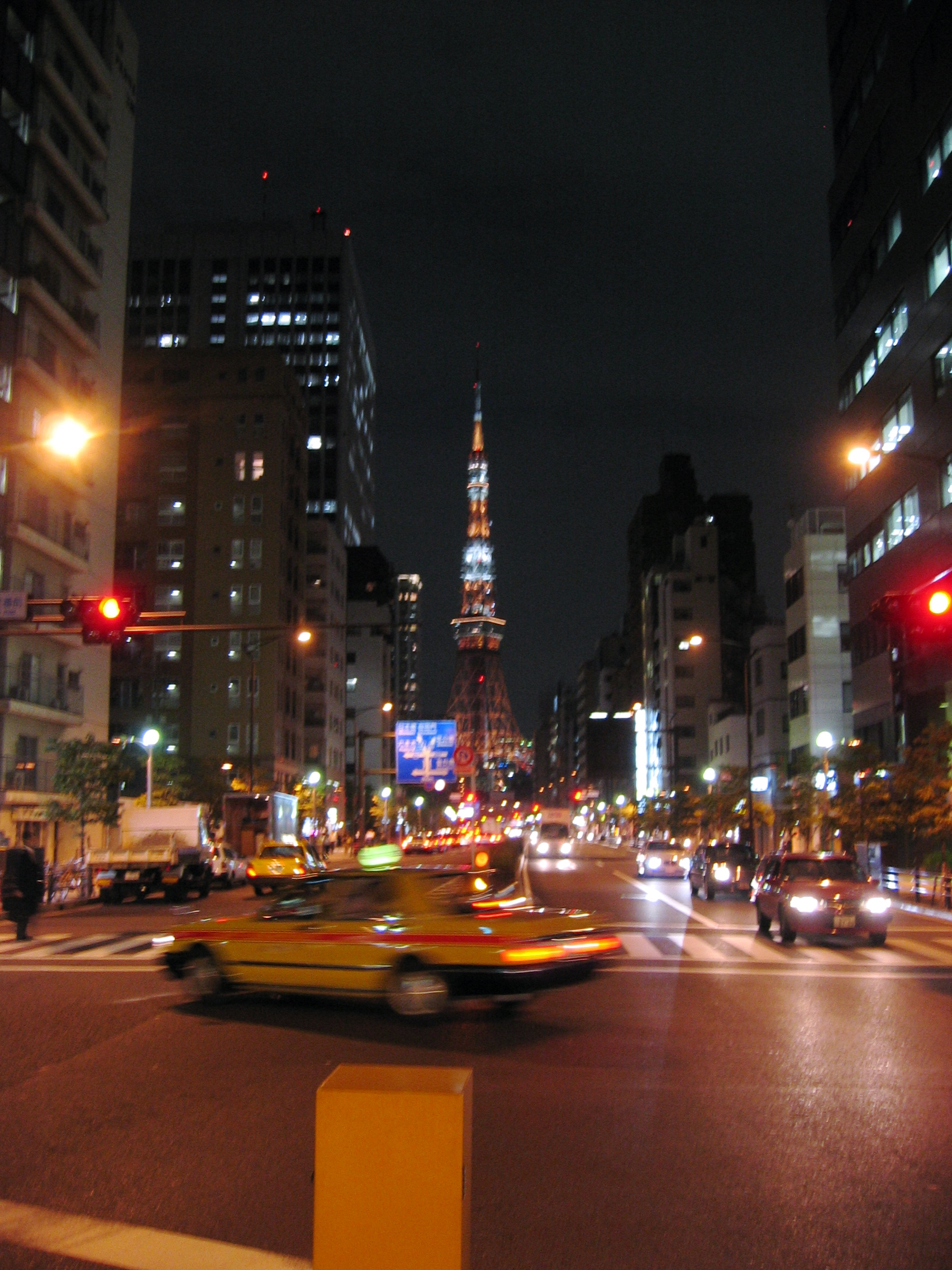
Droga nr 1 w kierunku Wieży Tokijskiej (Tōkyō Tawā). Na zdjęciu Shiba

Szlak podąża śladem starej drogi Tōkaidō z Tokio do Kioto oraz Kyōkaidō z Kioto do Osaki. Pomiędzy Tokio a prefekturą Aichi biegnie równolegle do autostrady Tōmei. Stamtąd do prefektury Mie, równolegle do autostrady Higashimeihan, z prefektury Shiga do Osaki wzdłuż autostrady Meishin.
Całkowita długość drogi nr 1 wynosi 543,1 km i jest to czwarta pod względem długości droga w Japonii. Na wschodnim końcu w Nihonbashi (Chūō) łączy się z drogami nr 4, 6, 14, 15, 17 i 20. Na zachodnim końcu w Umeda (Kita-ku) łączy się z drogami krajowymi nr 2, 25, 26 i innymi.
Droga nr 1 łączy Tokio m.in. z miastami: Jokohamą, Shizuoką, Nagoją, Ōtsu, Kioto i Osaką.

## Historia
- 4 grudnia 1952: Droga krajowa nr 1 I klasy (z Tokio do Osaki)
- 1 kwietnia 1965: Droga krajowa nr 1 (z Tokio do Osaki)

## Odcinki wspólne
- Chuo: droga 15
- od początku do Chiyoda (Węzeł Sakuradamon): droga 20
- Jokohama: Węzeł Takashima-cho - Węzeł Hamamatsucho: droga 16
- Odawara - Hakone (Węzeł Miyanoshita): droga 138
- Hamamatsu (Węzeł Shinohara) – Kosai (Okurado IC): droga 42

## Skrzyżowania z innymi drogami krajowymi
- Tokio
  - droga 4; początek drogi
  - droga 15; w Chuo
  - droga 20; od początku do Chiyoda
- Prefektura Kanagawa
  - droga 409; w Kawasaki
  - droga 15; w dzielnicy Kanagawa (Jokohama)
  - droga 16; w dzielnicy Nishi (Jokohama)
  - droga 467; w Fujisawie
  - droga 129; w Hiratsuce
  - droga 134; w Oiso
  - droga 135 w Odawara
  - droga 138; z Odawary do Hakone
- Prefektura Shizuoka
  - droga 136; w Mishimie
  - drogi 246 i 414; w Numazu
  - droga 139; w Fuji